# Végállomás: Amalthea
A Végállomás: Amalthea (oroszul: Путь на Амальтею) Arkagyij és Borisz Sztrugackij szovjet (orosz) írók 1960-ban megjelent tudományos-fantasztikus regénye. Magyarul Út az Amaltheára címmel jelent meg a Galaktika 201–202–203. számában (2006–2007). Nem része a Delelő Univerzumnak, de a történet kapcsolódik a sorozathoz. A Bikov-trilógia 2. része: előzménye a A bíborszínű felhők bolygója, folytatása az Újonc a világűrben.

## Keletkezése
A előtörténet 1957-ben született A hatalmas, szörnyű bolygó címmel. A kisregényt 1959-ben fejezték be, és először 1960-ban adta ki a Molodaja Gvargyija. Eredetileg bolygóközi kalózkodás is szerepelt volna a történetben, világűrben vívott csatákkal, kegyetlen kalózokkal, akik nem ismernek irgalmat, és hatalmukba kerítik a bolygóközi közlekedést. Mindebből azonban semmi sem maradhatott meg a A hatalmas, szörnyű ... első változatában. Ez lett az első írásuk, amely az új, „hemingwayien lakonikus” stílusban született.

## Történet
Az Amaltheán, a Jupiter harmadik természetes holdján található tudományos bázis komoly veszélybe került. Ugyanis a Kallisztón lévő állomás élelmiszerraktár gombafertőzéstől megsemmisült, és az amaltheaiak küldtek számukra ennivalót. A készletek azonban itt is megcsappantak, ezért sürgős lett volna, hogy az utánpótlást szállító űrhajó minél hamarabb megérkezzen. A Tahmaszib fotonűrhajó Bikov kapitány irányításával a hold felé repült, hogy ellátmányt vigyen a bázis számára. A Jupiter közelében azonban a Tahmaszib meteoritviharba került, komoly károkat szenvedett, ezért zuhanni kezdett a bolygó hidrogénatmoszférájába. A legénységnek azonban sikerült megjavítania a hajót, és elérte célját.

## Szereplők
- Alekszej Bikov, a Tahmaszib űrhajó kapitánya
- Ivan Zsilin, fedélzeti mérnök
- Grigorij Dauge és Vlagyimir Jurkovszkij, bolygószakértők
- Mihail Krutyikov, navigációs tiszt
- Charles Mollard, rádiócsillagász
- Kangren, a tudományos állomás igazgatója
- Valnoga apó, szakács az Amaltheán
- a bázis kutatói: Valentyin Kozlov, Vadim Potapov, Zojka Ivanova, Konsztantin Sztacenko és mások